# Askersund (comuna)
Askersund ou Asquersúndia[a] (em sueco: Askersund kommun) é uma comuna da Suécia localizada no condado de Orebro. Sua capital é a cidade de Askersund. Possui 816 quilômetros quadrados e segundo censo de 2018, havia 11 313 habitantes.